# Gran Premio d'Austria 1978
Il Gran Premio d'Austria 1978 è stata la dodicesima prova della stagione 1978 del Campionato mondiale di Formula 1. Si è corsa domenica 13 agosto 1978 sull'Österreichring. La gara è stata vinta dallo svedese Ronnie Peterson su Lotus-Ford Cosworth; per il vincitore si trattò del decimo e ultimo successo nel mondiale. Ha preceduto sul traguardo il francese Patrick Depailler su Tyrrell-Ford Cosworth e il canadese Gilles Villeneuve su Ferrari. La gara venne interrotta per pioggia dopo sette giri e la classifica venne stilata con la somma dei tempi. Grazie a questo risultato la Lotus si aggiudicò per la settima, e ultima, volta il titolo costruttori.

## Vigilia

### Sviluppi futuri
Il Gran Premio del Canada venne anticipato a domenica 8 ottobre, dalla precedente data di lunedì 9 ottobre, per ragioni televisive. Il 9 ottobre era stato scelto in quanto in Canada era il Giorno del Ringraziamento.

### Analisi per il campionato costruttori
La Lotus si sarebbe aggiudicata per la settima volta la Coppa Costruttori se avesse vinto la gara e la Brabham non avesse ottenuto punti.

### Aspetti tecnici
Il 31 luglio l'Alta Corte di Giustizia di Londra dette ragione alla Shadow nella causa per spionaggio industriale che coinvolgeva l'Arrows. Questa era nata da una scissione di un gruppo di tecnici e finanziatori della stessa Shadow. Secondo i giudici inglesi l'Arrows FA1 era una copia della Shadow DN9 e, per tale ragione, non poteva più essere utilizzata. Per il giudice, l'Arrows, per non perdere i privilegi derivanti dal fare parte della Formula One Constructors Association presentò nel Gran Premio del Brasile 1978 una monoposto basata su 179 piani dei 422 totali necessari per progettare una vettura di F1. Egli affermò:
In base alla sentenza l'Arrows dovette distruggere tutte quelle parti considerate copiate e la Shadow ottenne la possibilità di ispezionare la successiva vettura che l'Arrows avesse intenzione di far partecipare al campionato. Il giudice informò inoltre che la Shadow era disposta a mettere a disposizione di Riccardo Patrese, pilota dell'Arrows, una vettura dell'ultimo tipo per evitare di fargli saltare le ultime gare del mondiale. La Shadow chiese inoltre un risarcimento per la violazione del copyright di 60 milioni di dollari e altri 420 milioni per i danni subiti.
L'Arrows riuscì comunque a presentare una nuova monoposto, l'A1, in tempo per il gran premio. L'Arrows aveva fatto debuttare l'A1 (denominata anche FA2) nelle prequalifiche del Gran Premio d'Olanda (quello successivo al Gran Premio d'Austria) che si erano tenute il 2 agosto, con al volante Rolf Stommelen. Anche la Merzario annunciò la presenza di una nuova monoposto, esordio però che non avvenne.

### Aspetti sportivi
Il pilota di casa Hans Binder, impiegato per l'ultima volta nel mondiale nel Gran Premio del Giappone 1977 dalla Surtees, sostituì Jean-Pierre Jarier all'ATS mentre l'irlandese Derek Daly ritrovò il volante alla Ensign, al posto di Piquet. Il brasiliano però venne ingaggiato dalla B&S Fabrications, per correre su una McLaren privata, assieme a Brett Lunger. A causa dell'alto numero di piloti iscritti furono necessarie le prequalifiche.

## Prequalifiche

### Resoconto
L'unico pilota che non si prequalificò fu Rolf Stommelen su Arrows-Ford Cosworth.

### Risultati
| Pos | Nº | Pilota          | Costruttore            | Tempo   | Griglia |
| --- | -- | --------------- | ---------------------- | ------- | ------- |
| —   | 23 | Harald Ertl     | Ensign-Ford Cosworth   |         | PQ      |
| —   | 25 | Héctor Rebaque  | Lotus-Ford Cosworth    |         | PQ      |
| —   | 29 | Nelson Piquet   | McLaren-Ford Cosworth  |         | PQ      |
| —   | 30 | Brett Lunger    | McLaren-Ford Cosworth  |         | PQ      |
| —   | 31 | René Arnoux     | Martini-Ford Cosworth  |         | PQ      |
| —   | 32 | Keke Rosberg    | Wolf-Ford Cosworth     |         | PQ      |
| —   | 37 | Arturo Merzario | Merzario-Ford Cosworth |         | PQ      |
| NPQ | 36 | Rolf Stommelen  | Arrows-Ford Cosworth   | 1'44"88 | NPQ     |

## Qualifiche

### Resoconto
Ronnie Peterson segnò il tempo migliore nelle prove del venerdì, davanti al compagno di scuderia Mario Andretti, a soli cinque centesimi; terzo Jean-Pierre Jabouille su Renault, staccato però di sei decimi dallo svedese. Carlos Reutemann, favorito, come Jabouille, dalle nuove coperture portare dalla Michelin; l'argentino della Scuderia Ferrari era secondo dopo le prove della mattina. Inizialmente i cronometristi avevano attribuito a Jody Scheckter il secondo crono della prima sessione, prima di un ricorso della Ferrari.
La sessione ufficiale del sabato pomeriggio fu alquanto caotica. Iniziò con un quarto d'ora di ritardo e, dopo pochi minuti, venne interrotta in quanto dei paracadutisti erano scesi erroneamente sul tracciato, con evidenti problemi per la sicurezza. Subito dopo la pioggia fece la sua apparizione sulla pista, tanto che solo Keke Rosberg, Clay Regazzoni e Riccardo Patrese riuscirono a migliorare i loro tempi. Ronnie Peterson conquistò la sua quattordicesima, e ultima, pole in F1. Nella sessione del mattino la Surtees impiegò Brian Henton al posto di Vittorio Brambilla, per premunirsi nel caso il monzese fosse passato, dal Gran Premio d'Italia, all'Alfa Romeo.

### Risultati
Nella sessione di qualifica si è avuta questa situazione:
| Pos                     | Nº | Pilota                | Costruttore              | Tempo   | Griglia |
| ----------------------- | -- | --------------------- | ------------------------ | ------- | ------- |
| 1                       | 6  | Ronnie Peterson       | Lotus-Ford Cosworth      | 1'37"71 | 1       |
| 2                       | 5  | Mario Andretti        | Lotus-Ford Cosworth      | 1'37"76 | 2       |
| 3                       | 15 | Jean-Pierre Jabouille | Renault                  | 1'38"32 | 3       |
| 4                       | 11 | Carlos Reutemann      | Ferrari                  | 1'38"50 | 4       |
| 5                       | 26 | Jacques Laffite       | Ligier-Matra             | 1'38"71 | 5       |
| 6                       | 14 | Emerson Fittipaldi    | Fittipaldi-Ford Cosworth | 1'38"77 | 6       |
| 7                       | 20 | Jody Scheckter        | Wolf-Ford Cosworth       | 1'38"85 | 7       |
| 8                       | 7  | James Hunt            | McLaren-Ford Cosworth    | 1'39"10 | 8       |
| 9                       | 3  | Didier Pironi         | Tyrrell-Ford Cosworth    | 1'39"23 | 9       |
| 10                      | 2  | John Watson           | Brabham-Alfa Romeo       | 1'39"35 | 10      |
| 11                      | 12 | Gilles Villeneuve     | Ferrari                  | 1'39"40 | 11      |
| 12                      | 1  | Niki Lauda            | Brabham-Alfa Romeo       | 1'39"49 | 12      |
| 13                      | 4  | Patrick Depailler     | Tyrrell-Ford Cosworth    | 1'39"51 | 13      |
| 14                      | 8  | Patrick Tambay        | McLaren-Ford Cosworth    | 1'39"59 | 14      |
| 15                      | 27 | Alan Jones            | Williams-Ford Cosworth   | 1'39"81 | 15      |
| 16                      | 35 | Riccardo Patrese      | Arrows-Ford Cosworth     | 1'40"11 | 16      |
| 17                      | 30 | Brett Lunger          | McLaren-Ford Cosworth    | 1'40"80 | 17      |
| 18                      | 25 | Héctor Rebaque        | Lotus-Ford Cosworth      | 1'40"84 | 18      |
| 19                      | 22 | Derek Daly            | Ensign-Ford Cosworth     | 1'41"02 | 19      |
| 20                      | 29 | Nelson Piquet         | McLaren-Ford Cosworth    | 1'41"15 | 20      |
| 21                      | 19 | Vittorio Brambilla    | Surtees-Ford Cosworth    | 1'41"16 | 21      |
| 22                      | 17 | Clay Regazzoni        | Shadow-Ford Cosworth     | 1'41"42 | 22      |
| 23                      | 16 | Hans-Joachim Stuck    | Shadow-Ford Cosworth     | 1'41"58 | 23      |
| 24                      | 23 | Harald Ertl           | Ensign-Ford Cosworth     | 1'41"60 | 24      |
| 25                      | 32 | Keke Rosberg          | Wolf-Ford Cosworth       | 1'41"72 | 25      |
| 26                      | 31 | René Arnoux           | Martini-Ford Cosworth    | 1'41"84 | 26      |
| Vetture non qualificate |    |                       |                          |         |         |
| NQ                      | 37 | Arturo Merzario       | Merzario-Ford Cosworth   | 1'41"85 | NQ      |
| NQ                      | 9  | Jochen Mass           | ATS-Ford Cosworth        | 1'42"47 | NQ      |
| NQ                      | 18 | Rupert Keegan         | Surtees-Ford Cosworth    | 1'43"06 | NQ      |
| NQ                      | 10 | Hans Binder           | ATS-Ford Cosworth        | 1'44"46 | NQ      |

## Gara

### Resoconto
La pioggia si presentò circa mezz'ora prima della partenza ma, non essendo insistente, non portò le scuderie a montare gomme da bagnato. Alla partenza Ronnie Peterson scattò davanti a tutti, seguito da Carlos Reutemann e Mario Andretti. Alla terza curva, la Sebring (nota anche come Dr. Tiroch), Mario Andretti tentò subito un sorpasso all'esterno di Reutemann, ma i due si toccarono e la Lotus 79 dell'italoamericano andò a sbattere contro il guardrail, ritirandosi. Andretti accusò al termine della gara Reutemann per l'errore, ma l'argentino ribatté alle accuse.
Peterson poté così mantenere la testa della corsa senza problemi. Dietro allo svedese vi erano Jody Scheckter, Patrick Depailler, Reutemann (che non aveva riportato danni), James Hunt e Jacques Laffite. Depailler passò Scheckter nel secondo giro.
La pista però presentava dei tratti scivolosi. Nel corso del quarto giro Scheckter uscì dal tracciato e colpì proprio la Lotus che Andretti aveva lasciato a bordo pista. Uscirono di pista, dopo poco, anche Nelson Piquet e Didier Pironi, che rischiò di essere centrato da Niki Lauda: anche Reutemann e Patrese non riuscirono a mantenere le loro monoposto in pista.
Al settimo giro la direzione di corsa decise di sospendere la gara per fare sì che le vetture potessero tornare ai box per montare gomme da bagnato. Il regolamento prevedeva questa ipotesi, qualora non fosse stato coperto più di un terzo della distanza prevista.
Dopo un'attesa di circa 50 minuti, la gara riprese con le vetture schierate secondo la classifica al momento della sospensione: primo Peterson davanti a Depailler, John Watson, Laffite, Pironi, Lauda, Hunt e Clay Regazzoni. La classifica finale sarebbe stata ottenuta dalla somma dei tempi dei due spezzoni di gara. Ciò non rese però chiara agli spettatori l'effettiva classifica, non esistendo ancora maxischermi lungo il circuito che la potessero riepilogare la situazione reale. L'ammissione alla seconda partenza di Ronnie Peterson e Carlos Reutemann venne messa in dubbio in quanto il primo, nel giro successivo a quello dell'esposizione della bandiera rossa era finito in testacoda e per tornare in pista era stato aiutato dai commissari, mentre l'argentino era rimasto fermo al quinto giro, lungo il tracciato, dopo una collisione con Hans-Joachim Stuck. Entrambi però vennero fatti ripartire.
Alla ripartenza John Watson restò fermo sulla griglia, provocando così un incidente tra le vetture che sopraggiungevano: Patrese ed Ertl furono costretti al ritiro immediato. Peterson mantenne il comando, seguito da Patrick Depailler e Niki Lauda. La pista era molto bagnata, cosa che favoriva le vettura gommate Michelin, ovvero Ferrari e Renault. In pochi giri Reutemann si trovò secondo, Villeneuve terzo e Jabouille sesto, sempre tenendo conto della classifica effettiva. Nella gara "visiva" Patrick Depailler era stato veloce ed aveva passato Peterson, che però comandava sempre per somma di tempi.
La pista si stava però asciugando, tanto che molti piloti iniziarono a montare gomme slick. Quando fu il turno di Peterson, Reutemann si trovò a condurre, anche se, in realtà, nella somma dei tempi, era staccato di ben due giri dallo svedese. Poco dopo anche Reutemann cambiò gli pneumatici, tanto che a condurre si trovo Gilles Villeneuve. Con le gomme fredde Reutemann uscì di tracciato e per rientrare fu aiutato dai commissari. Questo aiuto gli costò la squalifica. Dopo il cambio gomme di Villeneuve, dietro a Peterson, nella classifica reale, si trovava Niki Lauda, che però andò a sbattere e fu costretto al ritiro.
La classifica vedeva ora al comando Ronnie Peterson, seguito da Gilles Villeneuve e Patrick Depailler. Gli pneumatici del canadese però non erano performanti e ciò consentì il sorpasso a Depailler.
Peterson conquistò la sua decima, e ultima vittoria, in Formula 1, davanti a Depailler, Villeneuve (al suo primo podio), Emerson Fittipaldi, Jacques Laffite e Vittorio Brambilla. Non venne presentato nessun reclamo al termine della gara, pur in presenza di molte lamentele in merito agli aiuti dati dai commissari ai piloti durante la gara. Con questo risultato la Lotus si aggiudicò per la settima volta e ultima volta la coppa Costruttori, dopo le vittorie nel 1963, 1965, 1968, 1970, 1972 e 1973.

### Risultati
I risultati del gran premio furono i seguenti:
| Pos | No | Pilota                | Costruttore              | Giri | Tempo/Ritiro               | Pos. Griglia | Punti |
| --- | -- | --------------------- | ------------------------ | ---- | -------------------------- | ------------ | ----- |
| 1   | 6  | Ronnie Peterson       | Lotus-Ford Cosworth      | 54   | 1h41'21"57                 | 1            | 9     |
| 2   | 4  | Patrick Depailler     | Tyrrell-Ford Cosworth    | 54   | +47"44                     | 14           | 6     |
| 3   | 12 | Gilles Villeneuve     | Ferrari                  | 54   | +1'39"76                   | 11           | 4     |
| 4   | 14 | Emerson Fittipaldi    | Fittipaldi-Ford Cosworth | 53   | +1 giro                    | 6            | 3     |
| 5   | 26 | Jacques Laffite       | Ligier-Matra             | 53   | +1 giro                    | 5            | 2     |
| 6   | 19 | Vittorio Brambilla    | Surtees-Ford Cosworth    | 53   | +1 giro                    | 21           | 1     |
| 7   | 2  | John Watson           | Brabham-Alfa Romeo       | 53   | +1 giro                    | 10           |       |
| 8   | 30 | Brett Lunger          | McLaren-Ford Cosworth    | 52   | +2 giri                    | 17           |       |
| 9   | 31 | René Arnoux           | Martini-Ford Cosworth    | 52   | +2 giri                    | 26           |       |
| NC  | 17 | Clay Regazzoni        | Shadow-Ford Cosworth     | 50   | +7 giri                    | 22           |       |
| NC  | 32 | Keke Rosberg          | Wolf-Ford Cosworth       | 49   | +7 giri                    | 25           |       |
| SQ  | 22 | Derek Daly            | Ensign-Ford Cosworth     | 41   | Squalificato               | 19           |       |
| Rit | 8  | Patrick Tambay        | McLaren-Ford Cosworth    | 40   | Incidente                  | 14           |       |
| Rit | 16 | Hans-Joachim Stuck    | Shadow-Ford Cosworth     | 33   | Incidente                  | 23           |       |
| Rit | 15 | Jean-Pierre Jabouille | Renault                  | 31   | Cambio                     | 3            |       |
| SQ  | 11 | Carlos Reutemann      | Ferrari                  | 28   | Squalificato               | 12           |       |
| Rit | 1  | Niki Lauda            | Brabham-Alfa Romeo       | 27   | Incidente                  | 4            |       |
| Rit | 3  | Didier Pironi         | Tyrrell-Ford Cosworth    | 20   | Incidente                  | 9            |       |
| Rit | 7  | James Hunt            | McLaren-Ford Cosworth    | 7    | Incidente                  | 8            |       |
| Rit | 27 | Alan Jones            | Williams-Ford Cosworth   | 7    | Incidente                  | 15           |       |
| Rit | 35 | Riccardo Patrese      | Arrows-Ford Cosworth     | 7    | Incidente                  | 16           |       |
| Rit | 23 | Harald Ertl           | Ensign-Ford Cosworth     | 7    | Incidente                  | 24           |       |
| Rit | 25 | Héctor Rebaque        | Lotus-Ford Cosworth      | 4    | Incidente                  | 18           |       |
| Rit | 29 | Nelson Piquet         | McLaren-Ford Cosworth    | 4    | Incidente                  | 20           |       |
| Rit | 20 | Jody Scheckter        | Wolf-Ford Cosworth       | 3    | Incidente                  | 7            |       |
| Rit | 5  | Mario Andretti        | Lotus-Ford Cosworth      | 0    | Collisione con C.Reutemann | 2            |       |
| NQ  | 37 | Arturo Merzario       | Merzario-Ford Cosworth   |      |                            |              |       |
| NQ  | 9  | Jochen Mass           | ATS-Ford Cosworth        |      |                            |              |       |
| NQ  | 18 | Rupert Keegan         | Surtees-Ford Cosworth    |      |                            |              |       |
| NQ  | 10 | Hans Binder           | ATS-Ford Cosworth        |      |                            |              |       |
| NPQ | 36 | Rolf Stommelen        | Arrows-Ford Cosworth     |      |                            |              |       |

## Classifiche

### Piloti
| Pos. | Pilota             | Punti |
| ---- | ------------------ | ----- |
| 1    | Mario Andretti     | 54    |
| 2    | Ronnie Peterson    | 45    |
| 3    | Patrick Depailler  | 32    |
| 4    | Carlos Reutemann   | 31    |
| 5    | Niki Lauda         | 31    |
| 6    | John Watson        | 16    |
| 7    | Jacques Laffite    | 16    |
| 8    | Jody Scheckter     | 14    |
| 9    | Emerson Fittipaldi | 13    |
| 10   | Riccardo Patrese   | 8     |
| 11   | James Hunt         | 8     |
| 12   | Gilles Villeneuve  | 7     |
| 13   | Didier Pironi      | 7     |
| 14   | Alan Jones         | 5     |
| 15   | Patrick Tambay     | 5     |
| 16   | Clay Regazzoni     | 4     |
| 17   | Hans-Joachim Stuck | 2     |
| 18   | Vittorio Brambilla | 1     |
| 19   | Héctor Rebaque     | 1     |

### Costruttori
| Pos. | Team                     | Punti |
| ---- | ------------------------ | ----- |
| 1    | Lotus-Ford Cosworth      | 76    |
| 2    | Brabham-Alfa Romeo       | 40    |
| 3    | Tyrrell-Ford Cosworth    | 36    |
| 4    | Ferrari                  | 35    |
| 5    | Ligier-Matra             | 16    |
| 6    | Wolf-Ford Cosworth       | 14    |
| 7    | Fittipaldi-Ford Cosworth | 13    |
| 8    | McLaren-Ford Cosworth    | 12    |
| 9    | Arrows-Ford Cosworth     | 8     |
| 10   | Shadow-Ford Cosworth     | 6     |
| 11   | Williams-Ford Cosworth   | 5     |
| 12   | Surtees-Ford Cosworth    | 1     |